# Carlotta Zofkova
Carlotta Zofkova Costa de Saint Genix de Beauregard (Lugo, 22 de febrero de 1993) es una deportista italiana que compite en natación, especialista en el estilo espalda.
Ganó dos medallas en el Campeonato Europeo de Natación, plata en 2016 y bronce en 2018.
Participó en los Juegos Olímpicos de Río de Janeiro 2016, ocupando el octavo lugar en la prueba de 4 × 100 m estilos.

## Palmarés internacional
| Campeonato Europeo | Campeonato Europeo    | Campeonato Europeo | Campeonato Europeo |
| Año                | Lugar                 | Medalla            | Prueba             |
| ------------------ | --------------------- | ------------------ | ------------------ |
| 2016               | Londres (Reino Unido) | Medalla de plata   | 4 × 100 m estilos  |
| 2018               | Glasgow (Reino Unido) | Medalla de bronce  | 100 m espalda      |